# Ettiene Smit
Ettiene Smit (ur. 15 czerwca 1974 w Johannesburgu) – południowoafrykański rugbysta i strongman.
Obecnie najlepszy południowoafrykański siłacz. Sześciokrotny Mistrz RPA Strongman w latach 2004, 2005, 2006, 2007, 2008 i 2009.

## Życiorys
Ettiene Smit zadebiutował w zawodach siłaczy w wieku dwudziestu sześciu lat. Wziął udział w indywidualnych Mistrzostwach Świata IFSA Strongman 2006, Mistrzostwach Świata IFSA Strongman 2007 i Mistrzostwach Świata Strongman 2009, jednak nigdy nie zakwalifikował się do finałów.
Mieszka w Pretorii.
Wymiary:
- wzrost 182 cm
- waga 131 kg
- biceps 50,5 cm
- klatka piersiowa 129 cm

Rekordy życiowe:
- przysiad 290 kg
- wyciskanie 240 kg
- martwy ciąg 405 kg

## Osiągnięcia strongman
- 2001
  - 3. miejsce - Mistrzostwa RPA Strongman
- 2002
  - 4. miejsce - Mistrzostwa RPA Strongman
- 2003
  - 2. miejsce - Mistrzostwa RPA Strongman
- 2004
  - 1. miejsce - Mistrzostwa RPA Strongman
- 2005
  - 1. miejsce - Mistrzostwa RPA Strongman
  - 3. miejsce - Grand Prix IFSA Strongman 2005
- 2006
  - 1. miejsce - Mistrzostwa RPA Strongman
- 2007
  - 1. miejsce - Mistrzostwa RPA Strongman
- 2008
  - 1. miejsce - Mistrzostwa RPA Strongman
- 2009
  - 1. miejsce - Mistrzostwa RPA Strongman w Parach (z Hennie Jordaanem)[3]
  - 1. miejsce - Mistrzostwa RPA Strongman
- 2010
  - 6. miejsce - Giganci Na Żywo 2010: Johannesburg